# Papuagrion nigripedum
Papuagrion nigripedum är en trollsländeart som beskrevs av Günther Theischinger och Richards 2006. Papuagrion nigripedum ingår i släktet Papuagrion och familjen dammflicksländor. Inga underarter finns listade i Catalogue of Life.